# Norrskärshålet
Norrskärshålet är ett sund i Finland. Det ligger i landskapet Österbotten, i den sydvästra delen av landet, 400 km nordväst om huvudstaden Helsingfors.
Norrskärshålet ligger mellan Herrgårdskäret i norr samt Norrskäret, Rudören, Svartgrund och Medalskärsgrundet i söder.  I öster ansluter den till Högskärssjön och Stenskärsfjärden och i väster till Bergöfjärden.